# 99 Luftballons
"99 Luftballons" (em alemão:  Neunundneunzig Luftballons, "99 balões") é uma canção da banda alemã Nena de seu álbum autointitulado de 1983. Uma versão em língua inglesa chamada "99 Red Balloons", com letra de Kevin McAlea, também foi lançada no álbum 99 Luftballons em 1984 após o grande sucesso da original na Europa e no Japão. Versão inglesa não é uma tradução direta da alemã e sua letra contém um significado diferente.

## Recepção
Os públicos estadunidense e australiano preferiram a versão original, que se tornou uma das mais bem sucedidas canções em língua não inglesa, liderando as paradas em ambos os países, chegando ao número 1 na Cash Box e na Kent Music Report, e número 2 na Billboard Hot 100, atrás de "Jump" do Van Halen. Recebeu disco de ouro pela Recording Industry Association of America. A versão traduzida ao inglês, "99 Red Balloons", liderou as paradas no Reino Unido, no Canadá e na Irlanda.
Em seu livro Music: What Happened?, o crítico e músico Scott Miller declarou que a canção apresenta "um dos melhores ganchos dos anos 80" e a listou entre suas favoritas de 1984. No entanto, completou dizendo: "Deve-se admitir que esta música sofre de um interlúdio disco funk embaraçosamente fora do lugar, e a palavra Kriegsminister (ministro da guerra)".

## Posição nas paradas musicais

### Versão em alemão
| Parada (1983–1984)                          | Melhor posição |
| ------------------------------------------- | -------------- |
| Austrália (Kent Music Report)               | 1              |
| Áustria (Ö3 Austria Top 75)                 | 1              |
| Bélgica (Ultratop 50 de Flandres)           | 1              |
| Europa (Eurochart Hot 100)                  | 1              |
| Finlândia (Suomen virallinen lista)         | 5              |
| Itália (Musica e dischi)                    | 23             |
| Japão (Oricon International Chart)          | 1              |
| Japão (Oricon Singles Chart)                | 16             |
| Países Baixos (Dutch Top 40)                | 1              |
| Países Baixos (Single Top 100)              | 1              |
| Nova Zelândia (Recorded Music NZ)           | 1              |
| Noruega (VG-lista)                          | 4              |
| Espanha (AFYVE)                             | 10             |
| Suécia (Sverigetopplistan)                  | 1              |
| Suíça (Schweizer Hitparade)                 | 1              |
| Estados Unidos (Billboard Hot 100)          | 2              |
| Estados Unidos (Billboard Dance Club Play)  | 22             |
| Estados Unidos (Cash Box)                   | 1              |
| Alemanha Ocidental (Official German Charts) | 1              |

| Chart (1983)                      | Rank |
| --------------------------------- | ---- |
| Áustria (Ö3 Austria Top 40)       | 17   |
| Bélgica (Ultratop 50 Flanders)    | 27   |
| Alemanha (Official German Charts) | 2    |
| Países Baixos (Dutch Top 40)      | 14   |
| Países Baixos (Single Top 100)    | 5    |
| Suíça (Schweizer Hitparade)       | 6    |

| Parada (1984)                      | Posição |
| ---------------------------------- | ------- |
| Austrália (Kent Music Report)      | 18      |
| França (IFOP)                      | 16      |
| Estados Unidos (Billboard Hot 100) | 28      |
| Estados Unidos (Cash Box)          | 31      |

### Versão em inglês
| Parada (1984)                   | Melhor posição |
| ------------------------------- | -------------- |
| Canadá (RPM Top Singles)        | 1              |
| Irlanda (IRMA)                  | 1              |
| Reino Unido (UK Singles Chart)  | 1              |
| África do Sul (Springbok Radio) | 3              |

| Parada (1984)            | Posição |
| ------------------------ | ------- |
| Canadá (RPM Top Singles) | 13      |
| Reino Unido (OCC)        | 15      |

### Relançamento de 2002
| Parada (2002)                                 | Melhor posição |
| --------------------------------------------- | -------------- |
| Bélgica (Ultratip Bubbling Under de Flandres) | 17             |
| Alemanha (Offizielle Deutsche Charts)         | 28             |
| Países Baixos (Single Top 100)                | 82             |
| Suíça (Schweizer Hitparade)                   | 77             |

## Certificações

### Versão em alemão
| Região                                                                                             | Certificação | Vendas     |
| -------------------------------------------------------------------------------------------------- | ------------ | ---------- |
| Dinamarca (IFPI Dinamarca)                                                                         | Platina      | 15 000^    |
| França (SNEP)                                                                                      | Ouro         | 500 000*   |
| Alemanha (BVMI)                                                                                    | Ouro         | 250 000^   |
| Países Baixos (NVPI)                                                                               | Ouro         | 100 000^   |
| Estados Unidos (RIAA)                                                                              | Ouro         | 1,000,000^ |
| *números de vendas baseados somente na certificação ^distribuições baseadas apenas na certificação |              |            |

### Versão em inglês
| Região                                         | Certificação | Vendas   |
| ---------------------------------------------- | ------------ | -------- |
| Canadá (Music Canada)                          | Platina      | 15 000^  |
| Reino Unido (BPI)                              | Platina      | 600,000^ |
| ^distribuições baseadas apenas na certificação |              |          |